# شهرستان مرخه السفلی
ناحیهٔ مرخه السفلی (به عربی: مدیریة مرخة السفلی) یک ناحیه در یمن است که در استان شبوه واقع شده‌است.
ناحیهٔ مرخه السفلی ۴۰٬۶۳۵ نفر جمعیت دارد.